# Préfecture (Marseille)

Préfecture est un quartier du 6e arrondissement de Marseille autour de la préfecture des Bouches-du-Rhône.